# Nuclear Threat Initiative
Het Nuclear Threat Initiative (NTI) is een niet-partijgebonden non-profitorganisatie die in 2001 in de Verenigde Staten is opgericht door voormalig Amerikaans senator Sam Nunn en filantroop Ted Turner. De organisatie zet zich in voor de preventie van catastrofale aanvallen en ongelukken met massavernietigingswapens, en wereldwijde verstoringen van de nucleaire, biologische, radiologische, chemische en cyberveiligheid.
Het NTI publiceert ook een NTI-index met de beoordeling van de veiligheidsstatus van nucleair materiaal in 176 landen.